# Pukchil-lodongjagu
Pukchil-lodongjagu är en ort i Nordkorea.   Den ligger i provinsen Norra P'yŏngan, i den centrala delen av landet, 130 km norr om huvudstaden Pyongyang. Pukchil-lodongjagu ligger 210 meter över havet och antalet invånare är 14 129.
Terrängen runt Pukchil-lodongjagu är huvudsakligen kuperad. Pukchil-lodongjagu ligger nere i en dal. Runt Pukchil-lodongjagu är det ganska tätbefolkat, med 207 invånare per kvadratkilometer. Det finns inga andra samhällen i närheten. I omgivningarna runt Pukchil-lodongjagu växer i huvudsak blandskog.